# Mazahua-Sprache

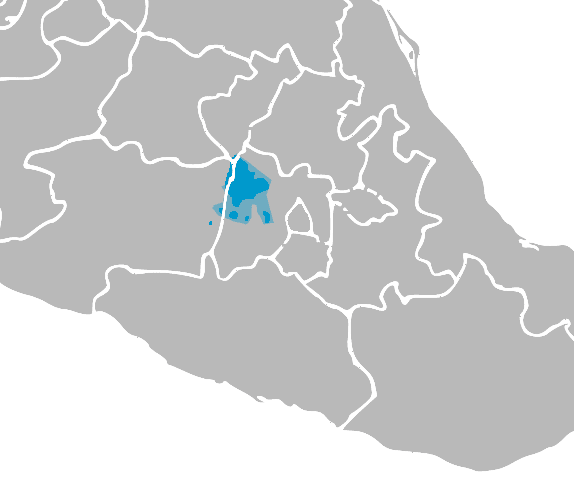
Mazahua-Sprachgebiet

Mazahua (Jñatio) ist eine indigene Sprache in Mexiko bzw. zwei nahe miteinander verwandte Sprachen, gesprochen von der Ethnie der Mazahua. Sie gehört zur Sprachfamilie der Otomangue-Sprachen.
Mazahua wird laut Volkszählung von 2020 von etwa 147.000 Menschen insbesondere im Ixtlahuaca-Tal (valle de Ixtlahuaca) an der Grenze zwischen den Bundesstaaten México und Michoacán gesprochen. SIL International unterteilt das Mazahua in zwei Einzelsprachen.